# Александер, Петер
Пе́тер Алекса́ндер (нем. Peter Alexander, полное имя: Петер Александер Фердинанд Максимилиан Ноймайер; 30 июня 1926 — 12 февраля 2011) — австрийский киноактёр, певец, шоумен. Музыкальный сайт AllMusic называет его «ведущим австрийским шоуменом послевоенного поколения».

## Биография
Начинал свою музыкальную карьеру Петер Александер ещё перед войной в знаменитом Венском хоре мальчиков, потом (ещё будучи подростком) ушёл на войну — служил в Люфтваффе. В 1945 году был взят в плен британскими войсками.  После войны поступил в Вене учиться актёрскому мастерству на театральный Семинар Макса Рейнхардта (нем. Max Reinhardt Seminar). В 1948 году начал профессиональную актёрскую карьеру.
Прославился как актёр музыкальных кинофильмов в начале 1950-х годов. В 1960-х благодаря серии комедийных фильмов про графа Бобби (он играл главную роль — графа) популярность ещё возросла.
Позднее, в 1972 году, Петер Александер начал вести на телевидении собственное телешоу-варьете «Die Peter Alexander Show». Эта передача, сошедшая с экранов только в 1995 году, стала его основной работой.
И всё-таки наибольшим успехом он пользовался как певец-крунер — две дюжины хитов на протяжении более чем 40 лет, с начала 1950-х годов. Среди песен, ставших хитами в Австрии: «Mädchen Weine Nicht», «Das Wunder Bist Du», «Der Letzte Walzer», «Komm und Bedien Dich».
Скончался 12 февраля 2011 года на 85-м году жизни.

## Личная жизнь
В 1952 году женился на актрисе Хильде Хааген. В 2003 году стал вдовцом. У них было двое детей: Сюзанна Ноймайер-Гайдингер (1958–2009) и Майкл Ноймайер (1963–2019).

## Фильмография
- См.«Peter Alexander § Filmografie» в немецком разделе.